# Azul (Spiel)
Azul ist ein Legespiel des deutschen Spieleautors Michael Kiesling, bei dem es darum geht, die Wände des portugiesischen Königspalastes in Evora nach dem Vorbild der südspanischen Alhambra mit prachtvollen Fliesen zu verzieren. Mit dieser thematischen Einkleidung wird Azul von der Jury, welche es als Spiel des Jahres 2018 ausgezeichnet hat, als abstraktes Spiel eingeordnet. Außerdem belegt Azul den ersten Platz beim Deutschen Spielepreis 2018.
Azul ist im Oktober 2017 in deutsch- und englischsprachigen Versionen beim kanadischen Verlag Plan B Games erschienen. Umgesetzt wurde das Spiel von Sophie Gravel sowie Viktor Kobilke und Philippe Schmit, die bei dem als Studio zu Plan B gehörenden Eggertspiele-Verlag arbeiten. Im März 2018 hat Plan B eine zweite Auflage unter dem Markennamen Next Move herausgegeben. Azul wird im deutschsprachigen Raum über Pegasus Spiele vertrieben. Neben dem Grundspiel veröffentlichte Plan B ein Set von zehn Joker-Plättchen.

## Thema und Ausstattung
Bei Azul handelt es sich um ein Legespiel, bei dem die Spielenden versuchen, möglichst viele Punkte durch die Kombination farbiger Fliesensteine auf ihrer Ablagetafel zu erreichen. Als Thema für das Spiel wurde ein fiktiver Auftrag des portugiesischen Königs Manuel I. gewählt, „die Wände des königlichen Palastes in Evora nach dem Vorbild der maurischen Alhambra in Südspanien mit bunten Keramikfliesen (Azulejos) zu verkleiden“.
Das Spielmaterial besteht neben der Spielanleitung aus:
- je 20 Kunstharzfliesen in fünf Farben,
- vier Spielerablagen,
- neun runden Manufakturplättchen,
- vier Punktemarkern,
- einem Startspielermarker und
- einem Stoffbeutel.

## Spielweise
Zur Spielvorbereitung bekommt jeder Spieler eine eigene Spielerablage und einen Punktemarker, der auf den Start der Punkteleiste gelegt wird. Entsprechend der Anzahl der Mitspieler werden bis zu neun Manufakturplättchen kreisförmig in die Tischmitte gelegt. Die 100 Fliesen kommen in den Stoffbeutel, danach zieht ein Spieler für jedes Manufakturplättchen vier Fliesensteine und legt sie auf diesen ab.
Das Spiel verläuft über mehrere Runden, wobei eine Runde jeweils aus dem Aufbau der Auslage, einer Musterphase und einer Fliesungsphase besteht.
In der Musterphase werden die Fliesensteine von den Manufakturplättchen abgeräumt, in der Fliesungsphase werden sie in die dafür vorgesehenen Felder der Spielerablage gebracht. Die Mitspieler spielen reihum im Uhrzeigersinn beginnend mit einem Startspieler, der den Startspielermarker bekommt. Der aktive Spieler wählt jeweils ein Manufakturplättchen aus, nimmt von diesem jeweils alle Fliesen einer Farbe und schiebt die restlichen Fliesen in die Tischmitte zwischen den Manufakturplättchen. Ab dem zweiten Spieler darf ein Spieler auch jeweils alle Fliesen einer Farbe aus der Mitte nehmen; der erste, der dies tut, bekommt den Startspielermarker für die nächste Runde und platziert diesen auf die Bodenreihe seiner Ablage (−1 Punkt). Die gewählten Steine platziert der Spieler sofort, von rechts beginnend, in einer Musterreihe seiner Ablage. Dabei hat er in der ersten Reihe nur Platz für eine Fliese, in der fünften für fünf Fliesen. In jeder Reihe dürfen pro Runde nur Fliesen einer Farbe abgelegt werden, überzählige Fliesen müssen in die Bodenreihe gelegt werden und geben dort Minuspunkte in der Wertung. Das Ziel der Spieler in der Musterphase ist es, so viele Musterreihen wie möglich vollständig zu belegen, um in der Fliesungsphase Fliesen an die Wand zu bekommen und damit Punkte zu erhalten.
Die Fliesungsphase beginnt, wenn alle Fliesen aus der Tischmitte aufgenommen und abgelegt sind. In dieser Phase legen alle Spieler – gleichzeitig oder nacheinander – oben beginnend, von ihren vollständigen Musterreihen Fliesen in die jeweils rechts liegende Fliese, auf das zugehörige Feld der entsprechenden horizontalen Reihe an der Wand; diese werden dann entsprechend der Bewertungsregeln berechnet:
- eine einzelne Fliese ohne Nachbarfliesen bekommt einen Punkt
- wird eine Fliese so abgelegt, dass sie horizontal und / oder vertikal Nachbarn hat, bekommt sie jeweils einen Punkt für jede Fliese der ununterbrochenen horizontalen Reihe und jeweils einen Punkt für jede Fliese der ununterbrochenen vertikalen Reihe.
- für jede Fliese und den Startspielermarker in der Bodenreihe werden Punkte entsprechend der Markierung der Felder abgezogen.

Alle übrigen Fliesen der vollständigen Reihen und der Bodenreihe werden entfernt, Fliesen in den nicht vollständigen Musterreihen bleiben liegen. Alle abgeräumten Fliesen kommen in den Spieledeckel und später zurück in den Stoffbeutel. Danach werden die Manufakturplättchen für die neue Runde vorbereitet. Da in jeder Fliesenreihe an der Wand nur jeweils Platz für eine Fliese einer Farbe ist, dürfen in den folgenden Runden niemals Fliesen in die Musterreihe gelegt werden, in deren zugehöriger Fliesenreihe bereits eine Fliese der entsprechenden Farbe vorhanden ist.
Das Spiel endet nach der Fliesungsphase, in der ein Spieler mindestens eine horizontale Reihe der Wand so vervollständigt hat, dass diese aus  fünf zusammenhängenden Fliesen besteht. Danach kommt es zur Endwertung:
- Für jede vollständige horizontale Reihe aus fünf Fliesen bekommen die Spieler 2 Punkte,
- für jede vollständige vertikale Reihe aus fünf Fliesen bekommen die Spieler 7 Punkte, und
- für jede Farbe, bei der der Spieler alle fünf Fliesen an seiner Wand hat, bekommt er 10 Punkte.

Gewinner des Spiels ist der Spieler mit den meisten Punkten nach der Endwertung. Bei einem Gleichstand gewinnt der Spieler mit mehr vollständigen horizontalen Reihen an seiner Wand.

### Spielvariante
Die Spielerablagen sind beidseitig für zwei Varianten des Spiels bedruckt. Beide Seiten werden entsprechend der obigen Regeln gespielt, bei der Variante mit der grauen Wand sind die Positionen für die Farben an der Wand jedoch nicht vorgegeben. Die Spieler müssen die Fliesen so platzieren, dass in jeder der fünf vertikalen und horizontalen Reihen jede Farbe jeweils nur einmal vorkommt.

## Entwicklung und Rezeption

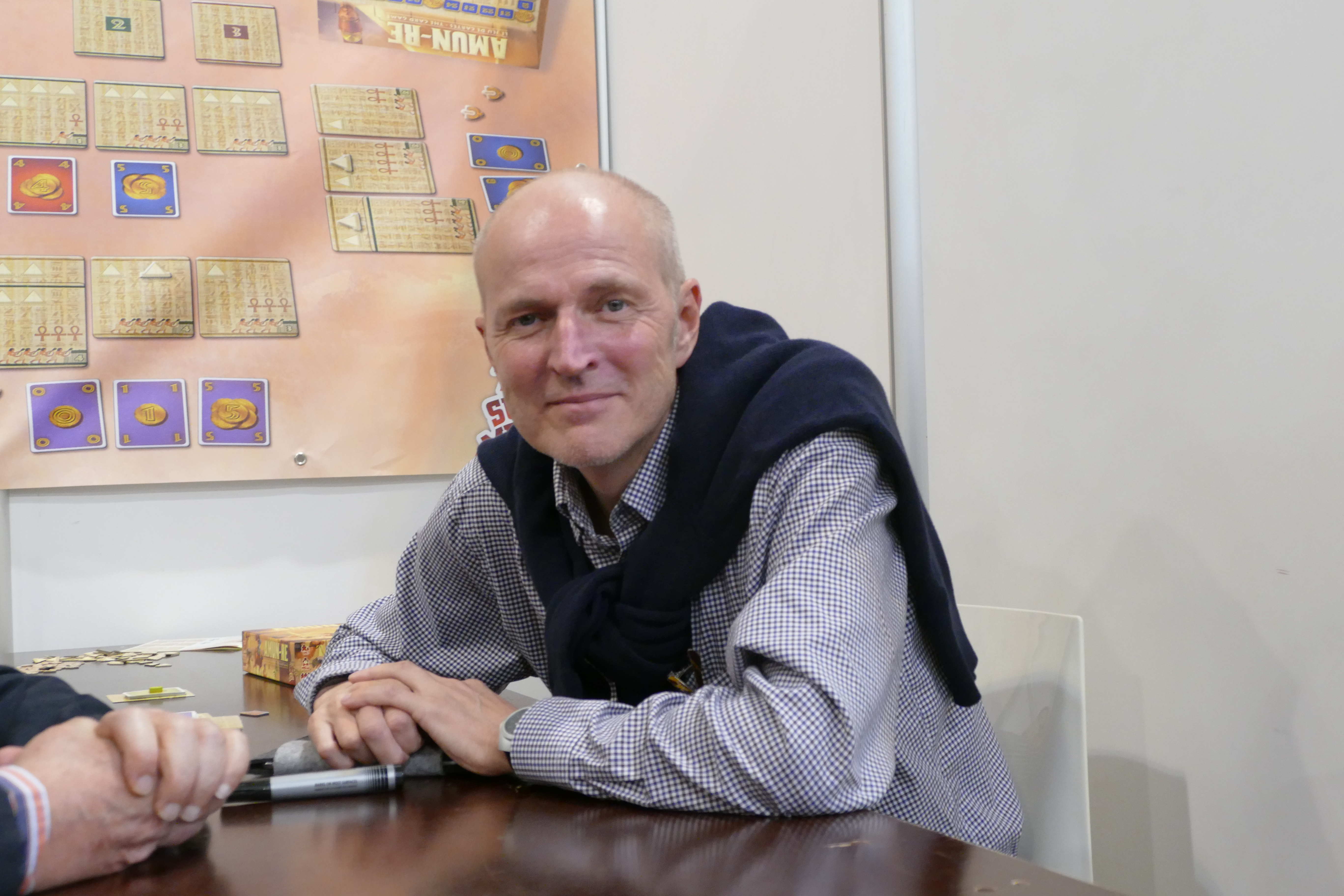
Michael Kiesling auf der Spiel’17, auf der Azul erstmals präsentiert wurde

### Ausgaben
Das Spiel Azul wurde vom deutschen Spieleautor Michael Kiesling entwickelt und erschien zu den Internationalen Spieltagen 2017 in Essen als deutschsprachige und englische Version beim kanadischen Verlag Plan B Games. Im deutschsprachigen Raum wird das Spiel über Pegasus Spiele vertrieben. Neben dem Grundspiel veröffentlichte Plan B ein Set von 10 Joker-Plättchen. Im März 2018 hat Plan B eine zweite Auflage des neu gegründeten Spieleentwickler-Studios Next Move herausgegeben. Außerdem wurde für Ende des Jahres 2022 eine neue Version Azul: Master Chocolatier angekündigt, die außer einer Rückseite für die Manufakturplättchen mit kleinen Spezialeffekten spielerisch keine großen Änderungen zum Grundspiel bringen wird.
Im Jahr 2018 erschien mit Azul: Die Buntglasfenster von Sintra ein von Azul abgeleitetes eigenständiges Spiel, bei dem die Spieler Buntglasfenster aus Glasteilen zusammensetzen müssen.
Im Folgejahr (2019) erschien dann mit Azul: Der Sommerpavillon ein weiteres eigenständiges Spiel, bei dem mit rautenförmigen Fliesen gespielt wird.
Eine vierte eigenständige Variante Azul: Die Gärten der Königin erschien 2021, hier wird mit sechseckigen Steinen gespielt.

### Rezeption
Im Juli 2018 wurde Azul zum Spiel des Jahres gekürt, für das es gemeinsam mit den Spielen Luxor und The Mind nominiert war. Das Spiel vereine vermeintliche Gegensätze, schreibt die Jury in ihrer Begründung. „Die fast schon nüchterne Funktionalität des Spielbretts ist ein gelungener Kontrast zur wunderbaren Ästhetik des entstehenden Mosaiks. Die Haptik der Kachelsteine verstärkt den wertigen Eindruck.“ Zudem sei dem Autor die Meisterleistung gelungen, einem einfachen Auswahlmechanismus so viel Tiefgang zu verleihen, dass dieser einen nahezu endlosen Wiederspielreiz auslöst. Im September wurde bekannt gegeben, dass Azul am Vorabend der Internationalen Spieltage Spiel’18 mit dem Deutschen Spielepreis 2018 ausgezeichnet wird. Bereits im Juni 2018 wurde das Spiel zum „Spiele Hit für Familien“ im Rahmen des österreichischen Spielepreises Spiel der Spiele gekürt und zum Graf Ludo nominiert. Zudem wurde Azul in die Gewinnerliste des Mensa Select 2018 aufgenommen und erhielt im Frühjahr 2018 den unregelmäßig vergebenen Beeple Award des gleichnamigen Blogger-Netzwerks. Im Frühjahr 2019 wurde es auch noch mit dem MinD-Spielepreis 2019 ausgezeichnet.
„Der Reiz lässt auch nach etlichen Partien nicht nach, egal, ob Wenig- oder Vielspieler am Tisch sitzen“, heißt es in der spielbox. „Die Regeln von Azul sind angenehm schlank, die Mechanismen sind unverbraucht, die Spielzüge interessant, und zum Finale hin wird es immer spannender“, meint Udo Bartsch. „Azul überzeugt als Familienspiel ohne Einschränkungen durch den grossen Wiederspielreiz, die spezielle Optik, die schöne Haptik und die gute Mischung von Taktik und Glück“, heißt es bei Tom Felber. „Der Ablauf dieses Spiels funktioniert vorzüglich, er ist eine spannende taktische Angelegenheit“, lobt Harald Schrapers, während Tim Koch schreibt: „Der eingängige und doch fordernde Spielverlauf begeistert einfach.“